# Kategoria e Parë 1956
Die Kategoria e Parë 1956 (sinngemäß: Erste Liga) war die 19. Austragung der albanischen Fußballmeisterschaft und wurde vom nationalen Fußballverband Federata Shqiptare e Futbollit ausgerichtet. Die Saison begann am 11. März und endete am 8. November 1956.

## Saisonverlauf
Für die neue Spielzeit war die Liga von 16 auf neun Teams verkleinert worden. In der Saison 1955 waren sieben Vereine abgestiegen oder hatten sich aufgelöst. Für 1956 gab es keinen Aufsteiger. Titelverteidiger war KS Dinamo Tirana.
Die Meisterschaft wurde in einer regulären Spielzeit mit Hin- und Rückrunde ausgetragen. Jedes Team trat zwei Mal gegen jede andere Mannschaft an. Die Teams auf den Plätzen acht und neun stiegen direkt in die damals noch zweitklassige Kategoria e dytë ab.
Insgesamt fielen 193 Tore, was einem Schnitt von 2,7 Treffern pro Partie entspricht. Torschützenkönig mit 17 Treffern wurde zum sechsten Mal Refik Resmja von Partizani Tirana.
Dinamo Tirana konnte seinen Titel ungeschlagen mit dem bisher größten Vorsprung gegenüber Partizani Tirana verteidigen. Es war der sechste Meistertitel von Dinamo in sieben Jahren, bei denen man sich bisher immer nur sehr knapp gegen Partizani durchgesetzt hatte, und in der zweiten Spielzeit in Folge blieb der Klub ungeschlagen. Mit der sechsten Meisterschaft zog Dinamo mit dem bisherigen alleinigen Rekordmeister Puna Tirana gleich, das 1956 zum vierten Mal in Folge Dritter wurde. Knapp dahinter lag Puna Vlora auf Platz vier. Ebenfalls vor dem Abstieg retten konnten sich im dichtgedrängten Mittelfeld der Liga Puna Korça und Puna Durrës. Eine sehr enge Entscheidung um den Klassenverbleib gab es zwischen den punktgleichen Puna Kavaja und Puna Shkodra. Wegen des gewonnenen direkten Vergleiches sicherte sich Kavaja den Klassenerhalt, während Shkodra, in den Vorjahren immer im Vorderfeld der Tabelle zu finden, überraschend den Gang in die Kategoria e dytë zusammen mit dem Tabellenletzten Puna Berat antreten musste.

## Vereine
| Verein              | Logo                      | Stadt   |
| ------------------- | ------------------------- | ------- |
| Puna Durrës         | Logo Teuta Durrës         | Durrës  |
| Puna Korça          | Logo Skënderbeu           | Korça   |
| Puna Shkodra        | Logo FK Vllaznia Shkoder  | Shkodra |
| Puna Tirana         | Logo SK Tirana            | Tirana  |
| Puna Vlora          | Logo Flamurtari Vlora     | Vlora   |
| FK Partizani Tirana | Logo FK Partizani Tirana  | Tirana  |
| KS Dinamo Tirana    | Logo Dinamo Tirana        | Tirana  |
| Puna Kavaja         | Logo KS Besa Kavajë       | Kavaja  |
| Puna Berat          | Vereinslogo von FK Tomori | Berat   |

## Abschlusstabelle
| Pl. | Verein               | Sp. | S  | U | N  | Tore    | Quote | Punkte |
| --- | -------------------- | --- | -- | - | -- | ------- | ----- | ------ |
| 1.  | KS Dinamo Tirana (M) | 16  | 13 | 3 | 0  | 035:800 | 4,38  | 29:30  |
| 2.  | FK Partizani Tirana  | 16  | 10 | 3 | 3  | 037:100 | 3,70  | 23:90  |
| 3.  | Puna Tirana          | 16  | 7  | 3 | 6  | 024:190 | 1,26  | 17:15  |
| 4.  | Puna Vlora           | 16  | 6  | 4 | 6  | 021:200 | 1,05  | 16:16  |
| 5.  | Puna Korça           | 16  | 6  | 3 | 7  | 020:330 | 0,61  | 15:17  |
| 6.  | Puna Durrës          | 16  | 6  | 1 | 9  | 012:230 | 0,52  | 13:19  |
| 7.  | Puna Kavaja          | 16  | 4  | 4 | 8  | 021:300 | 0,70  | 12:20  |
| 8.  | Puna Shkodra         | 16  | 4  | 4 | 8  | 012:190 | 0,63  | 12:20  |
| 9.  | Puna Berat           | 16  | 3  | 1 | 12 | 011:310 | 0,35  | 07:25  |

| (M) | amtierender albanischer Meister |

## Kreuztabelle
| 1956                | KS Dinamo Tirana | FK Partizani Tirana | Puna Tirana | Puna Vlora | Puna Korça | Puna Durrës | Puna Kavaja | Puna Shkodra | Puna Berat |
| KS Dinamo Tirana    |                  | 2:2                 | 2:0         | 2:0        | 4:1        | 3:0         | 3:0         | 2:0          | 2:0        |
| FK Partizani Tirana | 0:0              |                     | 2:0         | 3:0        | 5:0        | 0:1         | 4:0         | 4:0          | 4:0        |
| Puna Tirana         | 0:0              | 1:2                 |             | 1:1        | 5:0        | 2:0         | 2:1         | 2:1          | 3:1        |
| Puna Vlora          | 2:3              | 0:0                 | 2:1         |            | 2:0        | 2:0         | 2:2         | 3:1          | 3:1        |
| Puna Korça          | 1:3              | 1:3                 | 3:1         | 1:1        |            | 2:0         | 5:3         | 1:0          | 2:0        |
| Puna Durrës         | 0:2              | 3:2                 | 0:1         | 2:1        | 0:0        |             | 2:1         | 2:1          | 1:0        |
| Puna Kavaja         | 0:2              | 0:3                 | 2:4         | 1:0        | 4:0        | 3:1         |             | 0:0          | 3:1        |
| Puna Shkodra        | 0:1              | 1:0                 | 1:1         | 1:0        | 1:1        | 2:0         | 1:1         |              | 2:0        |
| Puna Berat          | 2:4              | 1:3                 | 1:0         | 1:2        | 1:2        | 1:0         | 0:0         | 1:0          |            |

## Die Mannschaft des Meisters Dinamo Tirana
| 1.                 | Dinamo Tirana |
| Logo Dinamo Tirana | Xhevdet Shaqiri, Muhamet Vila, Zihni Ginali, Skender Jareci, Skender Begeja, Leonidha Dashi, Shyqyri Rreli, Qamil Alluni, Stavri Lubonja, Grigor Sheshi, Hysen Verria, Eqerem Tallushi, Haxhi Pellumbi, Esat Beliu, Abdulla Duma, Dhimiter Gjyli, Qemal Vogli, Hasan Behushi – Trainer: Zihni Gjinali. |